# 산천도 울었다
"산천도 울었다"는 1965년 공개된 대한민국의 영화이다.

## 배역
- 김지미 : 금희 역
- 이예춘 : 학균 역
- 이대엽 : 춘호 역
- 최지희
- 허장강 : 허씨 역
- 윤인자 : 영임 역
- 한은진
- 정애란
- 한미나
- 장훈
- 주선태 : 김 사장 역
- 김웅
- 김수천
- 서우림
- 박일
- 주일몽